# Подмастерье
Подмасте́рье — в средневековых цехах ремесленник, не имевший собственной мастерской и работавший по найму у полноправного члена цеха — мастера. Проработав несколько лет у мастера, подмастерье мог сам стать мастером. Однако в XIV—XV веках в связи с упадком и разложением цехового ремесла получение звания мастера стало затруднено (требовалось уплатить большой вступительный взнос в кассу цеха, выполнить образцовую работу — «шедевр», устроить богатое угощение для членов цеха и т. д.). Беспрепятственно вступить в цех могли лишь близкие родственники мастера. Большинство же подмастерьев превращались в «вечного» подмастерья, то есть по сути дела в наёмного рабочего.

## История
В первоначальной цеховой организации различаются ясно лишь два класса: мастера и их ученики. Слабое развитие ремёсел даёт заработок лишь немногим; число мастеров и учеников растёт поэтому медленно, звание мастера и самостоятельного члена цеха получается свободно и легко. Постепенное развитие запроса на ремесленные изделия ведёт за собой прилив учеников, увеличение числа самостоятельных мастеров и стремление последних сплотиться между собою, чтобы по возможности затруднить доступ к званию мастера. Увеличивающаяся всё более и более потребность ремесёл в орудиях, в запасах сырого материала, вообще в капитале также затрудняет для учеников возможность обращаться к самостоятельному производству, обрекая их на положение простых рабочих и по окончании годов обучения. Так образуется особый класс подмастерьев — свободных рабочих, вышедших из периода ученичества и получивших право производства определённого товара, но не достигших ещё звания мастера. Мастера, прежде имевшие одного-двоих работников или учеников, становятся предпринимателями со многими рабочими и учениками.
С увеличением числа подмастерьев потребовалось установление определённых условий для этого звания. Подмастерье должен был пробыть известное число лет в учениках, получить удостоверение мастера в достаточном знании мастерства, иметь определённое количество белья и платья и быть принятым коллегами-подмастерьями в их среду с определёнными обрядами и символическими действиями, сегодня известными и рассматриваемыми как дедовщина. Для принятия в цех со званием мастера требовалось первоначальное обучение мастерству в том городе, где находился избираемый цех, что вводило определённый ценз оседлости и ограничивало свободу передвижения подмастерьев, пребывание известное число лет в подмастерьях, представление пробной работы, определённый взнос в цеховую кассу и угощение членам цеха, что представляло особый вид коррупции позднее запрещённый в Европе на законодательном уровне. Так как подмастерьям строго запрещалось во время нахождения в этом звании работать на себя, то составление капитала для открытия мастерства и взносов в кассу было для многих очень затруднительным (жениться подмастерью также иногда воспрещалось).
Строгость оценки пробной работы (особая комиссия из мастеров), обязанность исполнить её в изолированном помещении, без посторонней помощи, дороговизна работы (требовалась работа тонкая, мелочная и непроизводительная — фр. chef-d'oeuvre pour le bien et prouffit commun, как говорится в статуте одного французского цеха) ещё более затрудняли для подмастерья получение звания мастера.
В Германии с XIV века появляется новое требование: странствование для усовершенствования в мастерстве по другим городам, особенно тем, которые отличались высотою техники (ряд прирейнских и швейцарских городов), и работа там в течение определенного времени в качестве подмастерьев.
Общность интересов, расходящихся теперь с интересами мастеров, побуждала подмастерьев сплачиваться для борьбы за свои права в товарищества и союзы, распространяющиеся с XIV в. в Англии, Франции (см. компаньонаж) и особенно Германии. Немецкие союзы подмастерьев возникают на первых порах для удовлетворения потребностей религиозных (товарищества для участия в религиозных процессиях, пожертвованиях в пользу церквей) и нравственных (взаимопомощь при болезни, бедности, на похоронные издержки) и в таком виде пользуются покровительством церкви.
Борьба с мастерами скоро делает их социально-политической организацией, направленной на урегулирование заработной платы и рабочего времени, посредничество в удовлетворении спроса на работу и выработку нормального рабочего договора. Подмастерья группируются в союзы или по отдельным мастерствам, или по совокупности ремёсел, выбирают представителей, приобретают собственное имущество, вырабатывают кодексы правил и обрядов, обязательных для каждого сочлена, имеют общее место сходок, организуют суд над товарищами, недостойными носить звание подмастерьев, налагают штрафы, принимают и исключают не только из товарищества, но и из сословия, принуждая мастеров не принимать исключённых на работы. Средства борьбы с мастерами — бойкотирование мастеров, забастовка, угрозы, буйство, прямое восстание. Обычай странствования устанавливает связь между подмастерьями не только одного города, но и разных местностей. Рядом с местным образуются общие союзы подмастерьев, имеющие целью не только борьбу с мастерами в интересах своего ремесла, но и борьбу за городские права.
Странствующие подмастерья вступают в ближайшую связь с той бесправной массой городского населения, которая не принадлежала к составу старых правящих цехов, и, опираясь на неё, добиваются самостоятельного положения в городах, доступа к городскому управлению и участия в заведовании делами цехов. Восстания подмастерьев и низших слоёв городского населения в XV—XVII стт. служат внешним выражением этой борьбы, приведшей мало-помалу, несмотря на противодействие городских управлений и имперского правительства (ряд узаконений, запрещавших или ограничивавших союзы и назначавших пени за своевольные поступки подмастерьев), к преобразованию городского устройства и, наконец, к разложению цеховой организации ремёсел (см. Цехи). С этого момента прекращается история подмастерьев и выступает на сцену рабочий вопрос.
Подмастерья в русском праве появляются с введением в России по зарубежному образцу цехового устройства. Современные постановления о них напоминают некоторые правила, выработанные в ряде других стран ещё в средние века. По русскому закону, подмастерье есть ремесленник, научившийся мастерству «по всем его правилам», но обязанный «для приобретения опытностью совершённого в работе искусства быть в сём звании по крайней мере 3 года». По выходе из учеников подмастерье поступает по вольному найму на службу к мастеру. В книжке, выдаваемой ему из цеховой управы, отмечается время поступления на службу, её срок, размер вознаграждения и прописывается каждым хозяином аттестат о поведении Подмастерья. Оставление службы до срока или отказ от неё со стороны хозяина ведёт к уплате пени. Обидный аттестат даёт право жалобы цеховой, а затем и общей ремесленной управе. Подмастерье обязывается, как и в средние века, ночевать в доме своего хозяина и не имеет права брать самостоятельные работы без разрешения мастера. Открывать самостоятельные ремесленные заведения, держать учеников подмастерьям запрещается.
Средневековое германское требование странствования выродилось в Российской империи в статью: «Подмастерье дозволяется ходить по городам для усовершенствования своего звания, получив на сие паспорт от своего начальства» (405 рем. уст.).
Подмастерье, желающий получить звание мастера, должен представить цеховой управе пробную работу, оценяемую присяжными мастерами, на приговор которых возможна жалоба цеховой, общей ремесленной и, наконец, городской управе. «Подмастерье, опорочивший себя дурным поведением и заслуживший за то наказание, не может быть мастером, доколе общая ремесленная управа и старшина цеха не удостоверятся в его исправлении» (ст. 416). Подмастерье пользуется правами мещанина (ст. 404).